# 김옥주 (가수)
김옥주는 북한의 여자 가수이다.

## 생애
김옥주는 2017년 모란봉악단의 원산·함흥·신의주·강계·안주·남포·사리원 지방공연에서 '륙군소좌'(한국군의 소령)의 계급장을 달고 공연에 참여했다. 모란봉악단의 성악과장이라고 한다. 모란봉악단 단장은 대좌(한국군의 대령) 계급이다. 김옥주는 은하수관현악단의 모란봉중창조 가수였으며, 민요에서 러시아 팝 음악까지 다채로운 가창력을 보여주는 중견 가수이자 실질적인 보컬 리더라고 평가를 받는다.
2018년 4월 3일, '남북 평화협력 기원 남측 예술단'은 오후 3시 30분 평양시 류경정주영체육관에서 남북합동공연을 1만 2000여 관중들이 보는 가운데 성황리에 마쳤다. 이날 공연에서 13번째 곡으로 'J에게'를 부른 이선희는 북측 가수 김옥주와 아름다운 하모니를 선보였다.
2021년 5월 기준으로, 북한의 모든 공연에는 단연 김옥주와 김태룡의 독무대라 해도 과언이 아니다.
2021년 6월 20일, 김정은 위원장은 지난 15일부터 나흘 간 노동당 제8기 3차전원회의를 진행하고 참석자들과 함께 국무위원회연주단 공연을 관람했다. 가수 김옥주가 전체 약 26곡 정도의 순서 가운데 22곡 정도를 불러 주목 받고 있다. 김옥주는 김정은 시대 북한의 대표 음악단인 은하수·청봉·모란봉·삼지연 등에서 활동하며 2018년 2월 방한(訪韓)공연에도 참석했다. 김옥주는 함께 했던 동료 가수들이 최근 무대에서 사라진 가운데 혼자 살아남아 승승장구하면서 그 배경에 관심이 모아지고 있다.
2021년 7월 11일, 김옥주가 인민배우 칭호를 받았다. 김정은 총비서가 11일 '국가 표창'을 받은 예술인들은 찾아 이들을 축하하고 기념사진을 촬영했다.